# Quần đảo Chagos

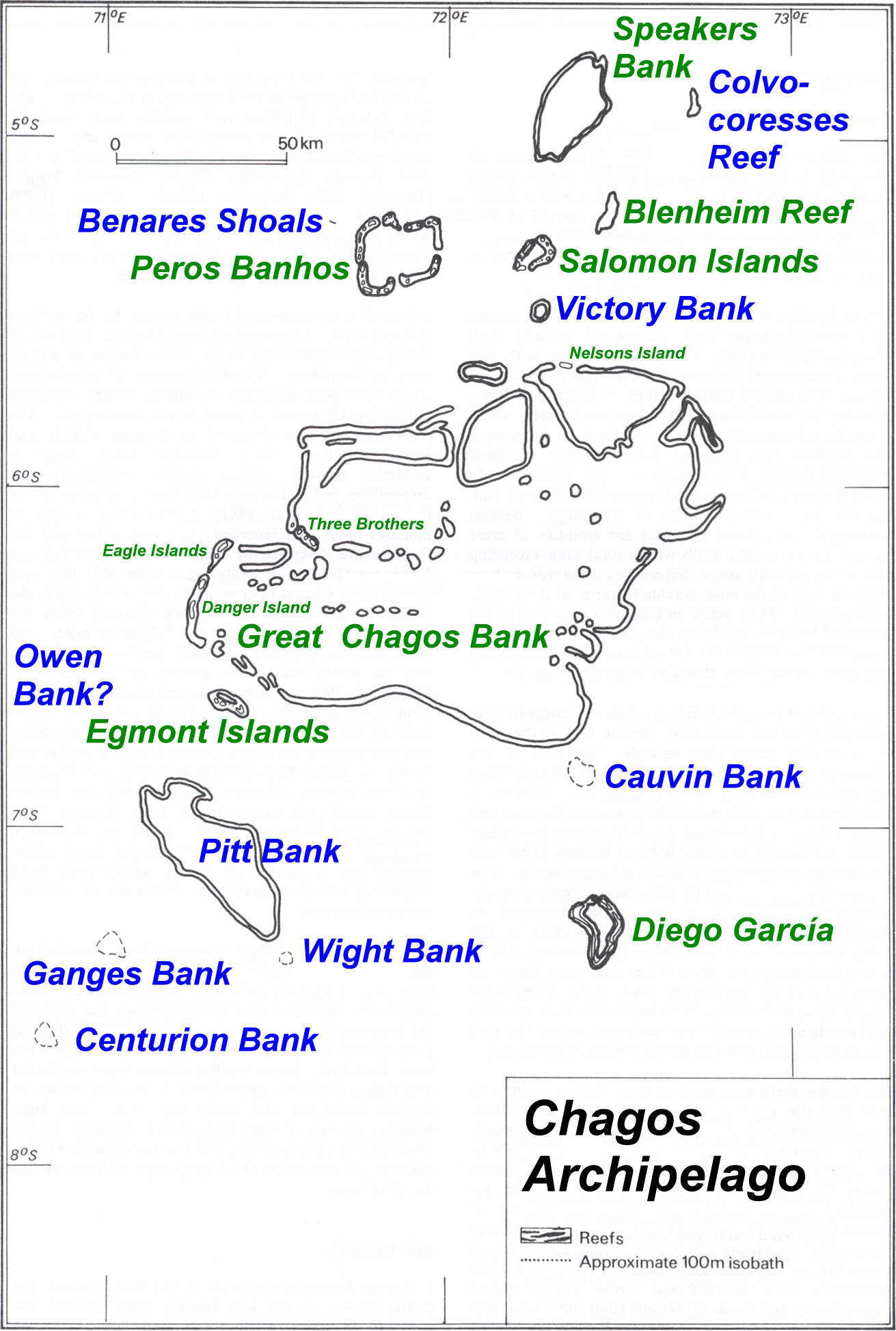
Quần đảo Chagos.
(Các rạn san hô vòng với các khu vực đất nổi được ghi tên màu xanh lá cây)

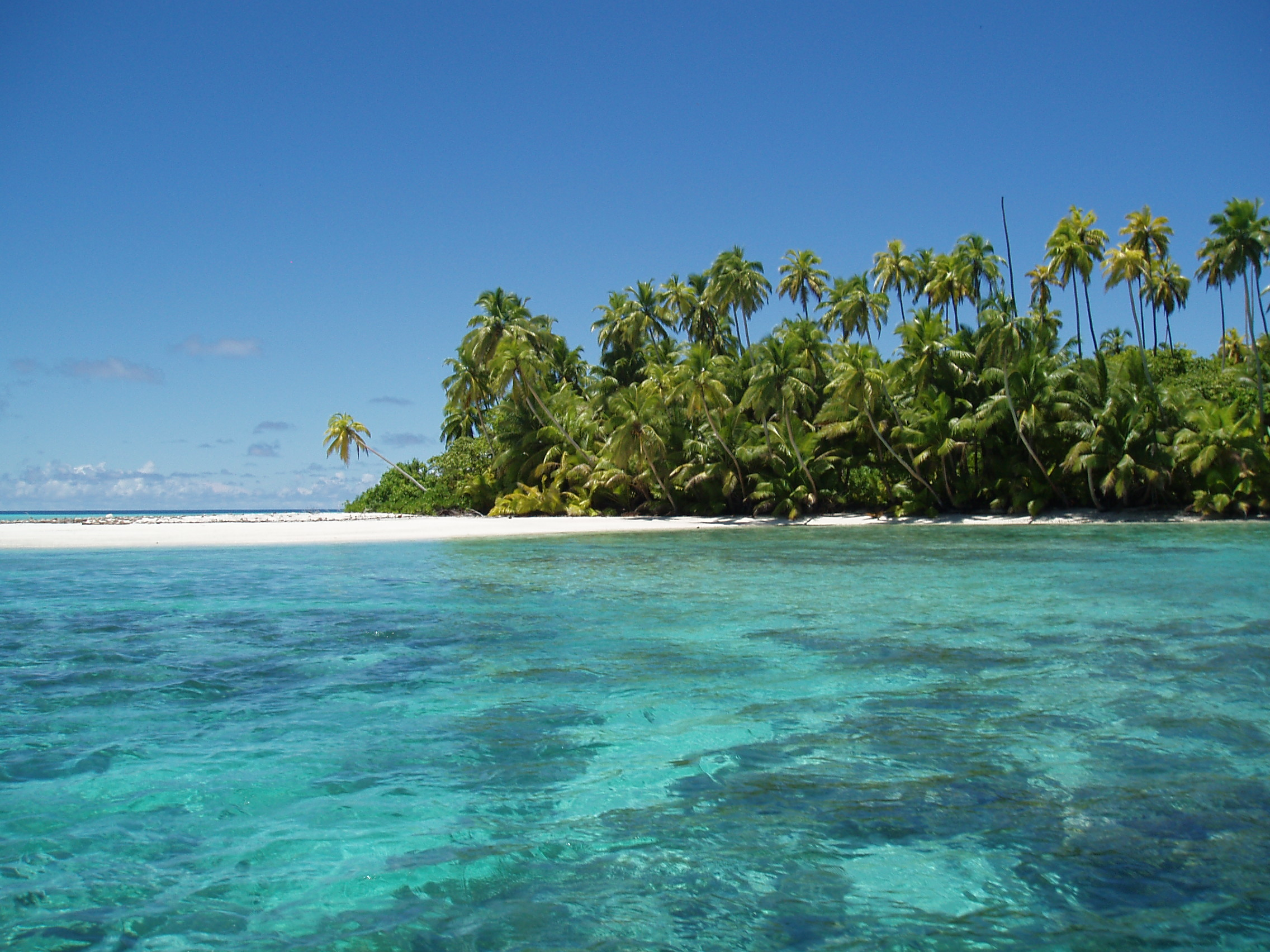
Đảo san hô Salomon là một trong nhiều đảo nổi trên mặt nước của quần đảo Chagos

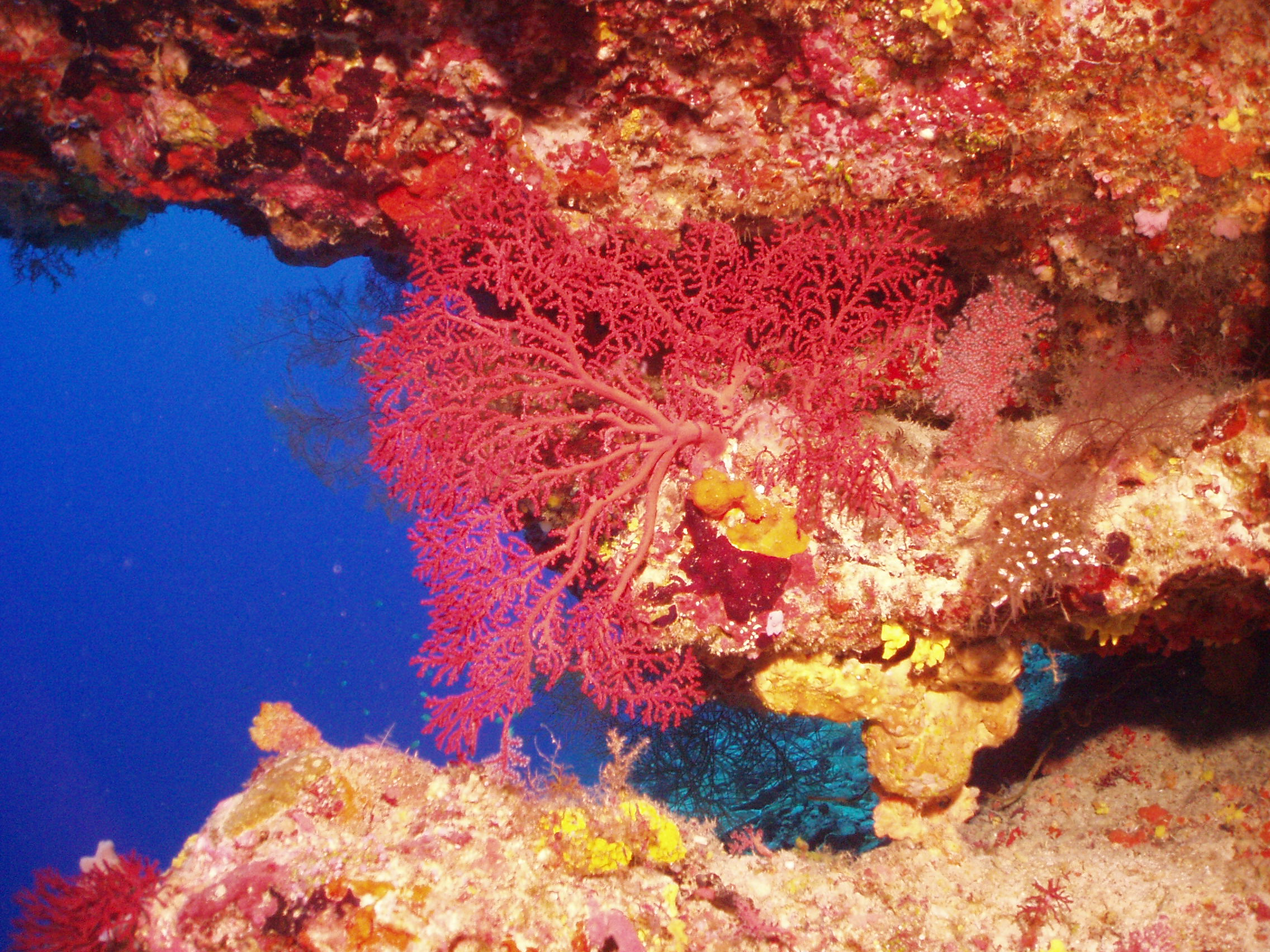
Quần đảo Chagos Archipelago là một điểm nóng về đa dạng sinh học tại Ấn Độ Dương

Quần đảo Chagos (/ˈtʃɑːɡoʊs/ or /ˈtʃɑːɡəs/; trước gọi là Bassas de Chagas và sau đó cũng gọi là Quần đảo Dầu (Oil Islands), được biết đến với tên Foalhavahi ފޯޅަވަހި trong tiếng Dhivehi, và Phehandweep फेहंद्वीप trong tiếng Hindi và các ngôn ngữ Bắc Ấn Độ khác, và Paeikaana Theevukal பேகான தீவுகள் trong tiếng Tamil), là một nhóm gồm 7 rạn san hô vòng gồm trên 60 đảo nhiệt đới riêng lẻ tại Ấn Độ Dương; nằm cách 500 kilômét (310 mi) về phía nam của quần đảo Maldives. Chagos cũng tạo thành một vùng sinh thái cạn cùng với Maldives và Lakshadweep. Quần đảo và vùng nước xung quanh cũng là một Khu Bảo tồn và Bảo vệ Môi trường đại dương rộng lớn (EPPZ) (Khu Quản lý và Bảo tồn Nghề cá (FCMZ) rộng 544.000 kilômét vuông (210.000 dặm vuông Anh)), gấp hai lần diện tích mặt đất của Anh Quốc.
Về mặt chính thức, quần đảo Chagos là một phần của Lãnh thổ Ấn Độ Dương thuộc Anh, đây là nơi sinh sông của người Chagos trên một thế kỷ rưỡi cho đến khi Anh Quốc đuổi họ đi vào đầu thập niên 1970 để tạo điều kiện để cho Hoa Kỳ xây dựng một căn cứ quân sự tại đảo Diego Garcia, đảo lớn nhất của quần đảo Chagos. Từ năm 1971, chỉ có rạn san hô vòng Diego Garcia là có người sinh sống, là các quân lính và các nhân viên dân sự theo hợp đồng.
Nhóm đảo Chagos gồm các cấu trúc đá san hô khác nhau phía trên một dãy núi dưới mặt biển chạy về phía nam qua trung tâm của Ấn Độ Dương, tạo thành bởi các núi lửa phía trên điểm nóng Réunion. Không giống như Maldives, Chagos không phải là các đảo san hô được sắp hàng rõ ràng nên nhìn quần đảo có phần hỗn loạn. Hầu hết các cấu trúc san hô của Chagos là các rạn san hô chìm.
Chagos có rạn san hô vòng lớn nhất thế giới mang tên Bãi ngầm Chagos Lớn. Quần đảo cũng có một hệ thống rặng san hô vững chắc nhất tại các vùng nước trong trên thế giới, làm chỗ dựa cho một nửa tổng số rặng san hô chất lượng tốt tại Ấn Độ Dương. Do vậy, các hệ sinh thái của Chagos đã chứng minh được năng lực ứng phó với biến đổi khí hậu và các phá hủy về môi trường.
Toàn bộ diện tích đất của quần đảo chỉ là 63,17 km², hòn đảo lớn nhất, Diego Garcia, có diện tích 27,20 km². Tuy vậy, tổng diện tích nếu tính cả các đầm phá bên trong các đảo san hô vòng là trên 15.000 km², trong đó 12.642 km² là của bãi ngầm Chagos Lớn, kết cấu rạn san hô vòng lớn thứ hai trên thế giới (chỉ sau Bãi ngầm Saya de Malha bị ngập hoàn toàn dưới biển). Diện tích thềm lục địa của quần đảo là 20.607 km², và Vùng đặc quyền kinh tế, giáp với vùng tương ứng của Maldives ở phía bắc, có diện tích 636.600 km² (bao gồm cả lãnh hải).
Các hòn đảo riêng lẻ lớn nhất là Diego Garcia (27,20 km²), Eagle (Bãi ngầm Chagos Lớn, 2,45 km²), Île Pierre (Peros Banhos, 1,50 km²), Eastern Egmont (Quần đảo Egmont, 1,50 km²), Île du Coin (Peros Banhos, 1,28 km²) và Île Boddam (Quần đảo Salomon, 1,08 km²).
Ngoài bảy đảo san hô có đất liền cao hơn mực nước biển, còn có 9 đá ngầm và bãi ngầm, hầu hết trong đó không được coi là các rạn san hô vòng luôn chìm dưới mặt biển. Chúng được liệt kê từ bắc xuống nam:
| 0                                        | bãi ngầm không tên                | bãi ngầm chìm                                         | –     | 3     | –   | 04°25′N 72°36′Đ / 4,417°N 72,6°Đ             |
| 1                                        | Đá ngầm Colvocoresses             | rạn san hô vòng chìm                                  | –     | 10    | –   | 04°54′N 72°37′Đ / 4,9°N 72,617°Đ             |
| 2                                        | Bãi ngầm Speakers                 | rạn san hô vòng không có thực vật                     | >0    | 582   | 1)  | 04°55′N 72°20′Đ / 4,917°N 72,333°Đ           |
| 3                                        | Đá ngầm Blenheim (Baixo Predassa) | rạn san hô vòng không có thực vật                     | 0.02  | 37    | 4   | 05°12′N 72°28′Đ / 5,2°N 72,467°Đ             |
| 4                                        | Bãi cát ngầm Benares              | đá ngầm ngập                                          | –     | 2     |     | 05°15′N 71°40′Đ / 5,25°N 71,667°Đ            |
| 5                                        | Peros Banhos                      | rạn san hô vòng                                       | 13    | 503   | 32  | 05°20′N 71°51′Đ / 5,333°N 71,85°Đ            |
| 6                                        | Quần đảo Salomon                  | rạn san hô vòng                                       | 5     | 36    | 11  | 05°22′N 72°13′Đ / 5,367°N 72,217°Đ           |
| 7                                        | Bãi ngầm Victory                  | rạn san hô vòng ngập                                  | –     | 21    | –   | 05°32′N 72°14′Đ / 5,533°N 72,233°Đ           |
| 8a                                       | Đảo Nelsons                       | một phần của siêu rạn san hô vòng Bãi ngầm Chagos Lớn | 0.81  | 12642 | 1   | 05°40′53″N 72°18′39″Đ / 5,68139°N 72,31083°Đ |
| 8b                                       | Three Brothers (Trois Frères)     | một phần của siêu rạn san hô vòng Bãi ngầm Chagos Lớn | 0.37  | 12642 | 3   | 06°09′N 71°31′Đ / 6,15°N 71,517°Đ            |
| 8c                                       | Quần đảo Eagle                    | một phần của siêu rạn san hô vòng Bãi ngầm Chagos Lớn | 2.63  | 12642 | 2   | 06°12′N 71°19′Đ / 6,2°N 71,317°Đ             |
| 8d                                       | Đảo Danger                        | một phần của siêu rạn san hô vòng Bãi ngầm Chagos Lớn | 0.66  | 12642 | 1   | 06°23′0″N 71°14′20″Đ / 6,38333°N 71,23889°Đ  |
| 9                                        | Quần đảo Egmont                   | rạn san hô vòng                                       | 4     | 29    | 7   | 6°40′N 71°21′Đ / 6,667°N 71,35°Đ             |
| 10                                       | Bãi ngầm Cauvin                   | rạn san hô vòng ngập                                  | –     | 12    | –   | 06°46′N 72°22′Đ / 6,767°N 72,367°Đ           |
| 11                                       | Bãi ngầm Owen                     | bãi ngầm ngập                                         | –     | 4     | –   | 06°48′N 70°14′Đ / 6,8°N 70,233°Đ             |
| 12                                       | Bãi ngầm Pitt                     | rạn san hô vòng ngập                                  | –     | 1317  | –   | 07°04′N 72°31′Đ / 7,067°N 72,517°Đ           |
| 13                                       | Diego Garcia                      | rạn san hô vòng                                       | 30    | 174   | 42) | 07°19′N 72°25′Đ / 7,317°N 72,417°Đ           |
| 14                                       | Bãi ngầm Ganges                   | rạn san hô vòng ngập                                  | –     | 30    | –   | 07°23′N 70°58′Đ / 7,383°N 70,967°Đ           |
| 15                                       | Bãi ngầm Wight                    | rạn san hô vòng ngập                                  | –     | 3     | –   | 07°25′N 71°31′Đ / 7,417°N 71,517°Đ           |
| 16                                       | Bãi ngầm Centurion                | rạn san hô vòng ngập                                  | –     | 25    | –   | 07°39′N 70°50′Đ / 7,65°N 70,833°Đ            |
|                                          | Quần đảo Chagos                   | quần đảo                                              | 63.17 | 15427 | 64  | 04°54' to 07°39'S 70°14' to 72°37' E         |
| 1) một số cồn cát cạn                    |                                   |                                                       |       |       |     |                                              |
| 2) đảo chính và ba đảo nhỏ and ở cực bắc |                                   |                                                       |       |       |     |                                              |